# Diplosiphon wadai
Diplosiphon wadai är en plattmaskart som beskrevs av Timoshkin OA och Kawakatsu M 1996. Diplosiphon wadai ingår i släktet Diplosiphon och familjen Rhynchokarlingiidae. Inga underarter finns listade i Catalogue of Life.